# Horst Winter
Horst Winter, auch Harry Winter (* 24. September 1914 in Beuthen, Oberschlesien; † 3. Dezember 2001 in Wien) war ein deutscher Musiker.

## Leben

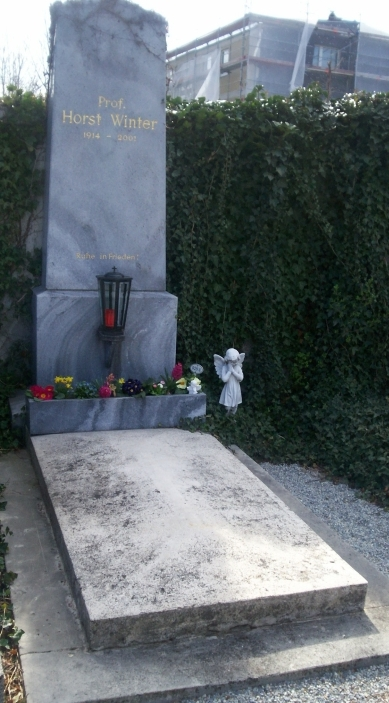
Grabstätte Horst Winter

Horst Winter absolvierte ein Musikstudium an der Hochschule für Musik in Berlin mit dem Hauptfach Violine und Klarinette als Nebenfach. 
Er spielte daraufhin – hauptsächlich Klarinette – in Tanzorchestern wie in dem von Hans Rehmstedt, wo er aber auch mehr und mehr als Gesangssolist, der durchaus zu swingen imstande war, in Erscheinung trat. Ab 1941 hatte er sein eigenes Orchester, das für die Firma Tempo Schallplatten aufnahm. Die Platten (u. a. mit dem Orchester von Adolf Steimel) hatten meist auf einer Seite einen unverfänglichen Tanzmusiktitel, während auf der B-Seite durchaus beachtlicher Jazz zu hören war – nicht unbedingt das, was die Reichsmusikkammer stilistisch bevorzugte. Mit der Aufnahme von Joseph! Joseph! als Sie will nicht Blumen und nicht Schokolade war der Bogen aber überspannt, die Platte wurde verboten. 1943 bis 1945 diente er in der Wehrmacht, kam in der Normandie in amerikanische Kriegsgefangenschaft und nach der Entlassung ging er nach Wien, wo er 1946 das Wiener Tanzorchester gründete und seinen ersten Schallplattenvertrag bei Gerhard Mendelsons Elite Spezial bekam. Das 1948 veröffentlichte Lied Und jetzt ist es still, komponiert und geschrieben von Hans Lang und Erich Meder, wurde später durch Betty Hutton (Blow a Fuse, 1951) und Björk (It’s Oh So Quiet, 1995) zum Welterfolg.
1950 gründete Winter das Horst Winter Tanzorchester, mit dem er Gastspiele in Deutschland und der Schweiz hatte. 1955 trat er mit internationalen Stars wie z. B. Marika Rökk bei Auslandstourneen auf.
1960 vertrat Horst Winter unter seinem Künstlernamen Harry Winter Österreich beim Eurovision Song Contest in London. Mit seinem Titel Du hast mich so fasziniert, der von dem bekannten Komponisten Robert Stolz geschrieben wurde, erreichte er den siebten Platz unter 13 Teilnehmern. 
Beim Chanson Festival in Monte Carlo errang er 1961 mit Vogerl aus Wien den ersten Platz. 1973 erfolgte ein Auftritt in den USA in Vertretung von Frank Sinatra. 1977 war Winter Kapellmeister der Hoch- und Deutschmeister und hatte Tourneen im In- und Ausland. Anlässlich seines 80. Geburtstages erfolgte eine Fernsehshow des ORF mit der Richard Oesterreicher Big Band im Hotel Wimberger.
Sein musikalisches Können musste Horst Winter sehr früh – schon mit 16 Jahren – unter Beweis stellen, um damit Geld zu verdienen, denn nach der Scheidung seiner Eltern blieb es ihm überlassen, für Mutter und Schwester zu sorgen. Vom Studium der klassischen Musik wechselte der Vollblutmusiker zur leichten Muse. Der Erfolg ließ nicht lange auf sich warten, bald wurde er als „der jüngste Jazzkönig“ in der Musikwelt bekannt. Als Komponist und Texter vieler Schlager, Märsche und auch Musicals bewies er seine Vielfältigkeit. Sieben Mal vertrat er Österreich bei internationalen Festivals.
Als Kapellmeister der Original Hoch- und Deutschmeister sah er seine Aufgabe in der Erhaltung der Tradition dieses österreichischen Orchesters. Er war von 1942 bis 1948 mit der Schauspielerin Edith Oss verheiratet, mit der er auch auf Wehrmachtstournee ging.
Seine letzte Ruhestätte befindet sich am Friedhof in Pottendorf ca. 30 km südlich von Wien.

## Auszeichnungen und Ehrungen

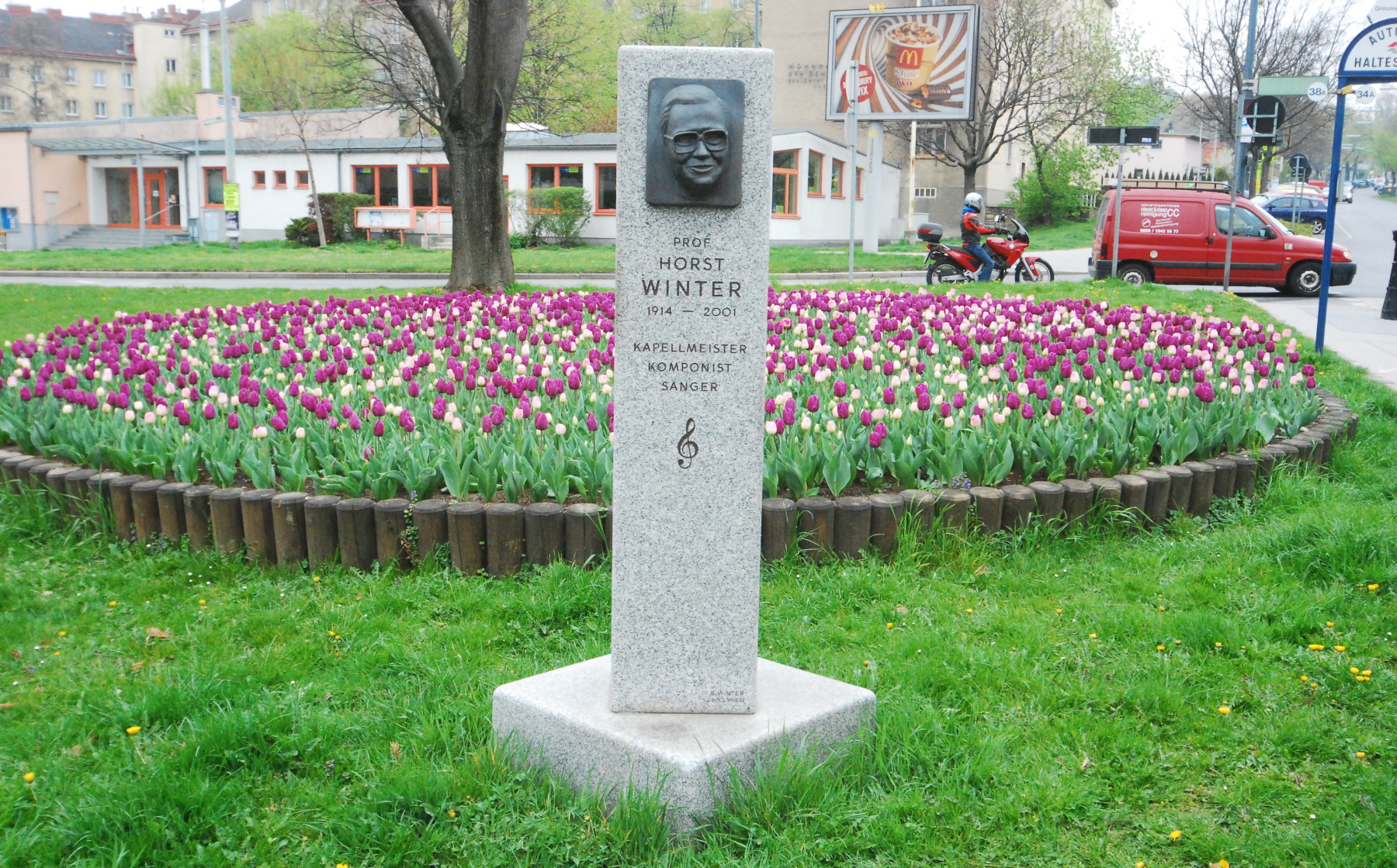
Gedenkstein an der Grinzinger Straße / Ecke Heiligenstädter Straße

- 1976 wurde Winter mit dem Titel Professor und dem Goldenen Verdienstzeichen und 1987 mit dem Großen Silbernen Ehrenzeichen für Verdienste um das Land Wien ausgezeichnet.
- 1994 Verleihung des Goldenen Rathausmannes
- 2002 wurde ein Gedenkstein anlässlich des 1. Todestages des Musikers an der Grinzinger Straße / Ecke Heiligenstädter Straße enthüllt.
- 2007 wurde am 29. September die Horst Winter Promenade in Wien-Floridsdorf eröffnet.

## Publikationen
- 1989 erschien sein Buch Dreh dich noch einmal um (Amalthea)
- Diverse Tonträger